# 羅斯蘭 (加利福尼亞州)
羅斯蘭（英語：Roseland）是位於美國加利福尼亞州索諾馬縣的一個人口普查指定地區。

## 地理
羅斯蘭的座標為38°25′20″N 122°43′41″W / 38.42222°N 122.72806°W，而該地最高點為海拔高度41米（即135英尺）。

## 人口
根據2010年美國人口普查的數據，羅斯蘭的面積為2.435平方千米，當中陸地面積為2.435平方千米，而水域面積為0.000平方千米。當地共有人口6325人，而人口密度為每平方千米2,597人。